# Nour Jeljeli
Nour Jeljeli, née le 25 septembre 2000, est une lutteuse tunisienne.

## Carrière
Nour Jeljeli est médaillée de bronze dans la catégorie des moins de 65 kg aux championnats d'Afrique 2019 à Hammamet et dans la catégorie des moins de 68 kg aux championnats d'Afrique 2023 à Hammamet ainsi qu'aux championnats d'Afrique 2024 à Alexandrie.

## Palmarès
| Année | Compétition                         | Lieu          | Résultat | Catégorie |
| ----- | ----------------------------------- | ------------- | -------- | --------- |
| 2016  | Championnats d'Afrique cadets       | Alger         | 3e       | - 60 kg   |
| 2017  | Championnats d'Afrique juniors      | Marrakech     | 1re      | - 72 kg   |
| 2017  | Championnats du monde cadets        | Athènes       | 13e      | - 70 kg   |
| 2018  | Championnats d'Afrique              | Port Harcourt | 4e       | - 65 kg   |
| 2018  | Championnats d'Afrique juniors      | Port Harcourt | 1re      | - 65 kg   |
| 2018  | Championnats méditerranéens         | Alger         | 1re      | - 65 kg   |
| 2018  | Championnats méditerranéens juniors | Madrid        | 2e       | - 65 kg   |
| 2019  | Championnats d'Afrique              | Hammamet      | 3e       | - 65 kg   |
| 2023  | Championnats d'Afrique              | Hammamet      | 3e       | - 68 kg   |
| 2024  | Championnats d'Afrique              | Alexandrie    | 3e       | - 68 kg   |